# Illugastaðahnúkur
Illugastaðahnúkur är en bergstopp i republiken Island. Den ligger i regionen Norðurland eystra, 250 km nordost om huvudstaden Reykjavík. Toppen på Illugastaðahnúkur är 733 meter över havet.
Trakten runt Illugastaðahnúkur är nära nog obefolkad, med mindre än två invånare per kvadratkilometer. Närmaste större samhälle är Akureyri, omkring 16 kilometer nordväst om Illugastaðahnúkur. Trakten runt Illugastaðahnúkur består i huvudsak av gräsmarker.